# La Maison de l'ancêtre
La Maison de l'ancêtre est le troisième des huit tomes (en version française) qui composent la saga L'Arcane des épées. Il a été écrit par l'écrivain américain Tad Williams. Il est paru en 1990 aux États-Unis, et 1996 en France aux éditions Payot & Rivages.
En effet, la version américaine, Stone of Farewell, a été partagée en deux par l'éditeur et est donc devenu La Route des rêves. Cette version elle-même a été découpée en deux : La Maison de l'ancêtre et La Pierre de l'adieu. 
Il a été traduit de l'américain par Jacques Collin.

## Résumé du tome précédent
Simon et Binabik, accompagnés de Miriamélé, la fille du roi Elias, parviennent enfin à Naglimund, bastion du prince Josua « Mainmorte ». Dès leur arrivée, ils comprennent que la catastrophe est imminente. Le roi est devenu fou sous l'emprise de son conseiller et magicien Pryrates, et le peuple fuit le royaume dans l'espoir que Josua et son armée puissent les protéger.
Malgré un désespoir grandissant, Jarnauga, un membre de la Ligue du Parchemin, avoue qu'il existe peut-être un moyen de contrer Ineluki (le roi de l'orage) et sa marionnette Elias. Mais pour cela, Simon devra partir à la recherche d'Epine, l'épée noire, l'une des trois épées apte à contrer le pouvoir du Dieu mort-vivant.
Après le départ du groupe, Miriamélé décide de partir pour Nabban, contre l'avis de son oncle, afin de quémander de l'aide auprès de sa famille.
Simon et ses compagnons ont réussi à atteindre l'Arbre d'Udum grâce au Sithi Jiriki. Ils y trouveront Epine. Mais quand Simon la prend, le dragon Igjarjuk se réveille et passe à l'attaque. Simon le tue mais sortira du combat marqué par le sang du dragon.
Il se réveillera à Yicanuq, lieu de résidence des Troll...